# Andorra (divadelní hra)

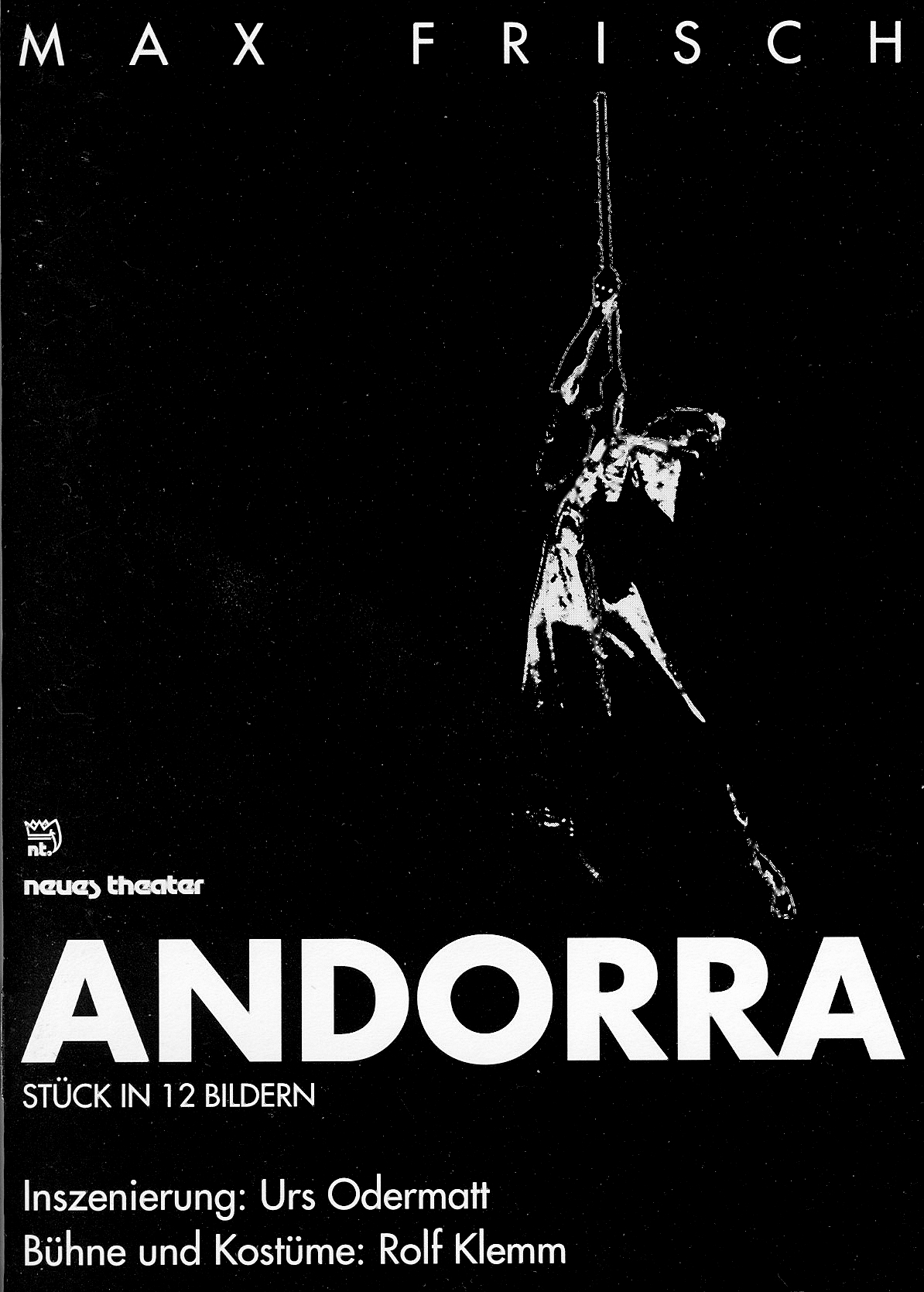
Plákat k inscenaci Andorra z roku 1993 v Halle

Andorra je divadelní hra, kterou napsal švýcarský dramatik Max Frisch v roce 1961. Spolu s dílem Pan Biedermann a žháři představuje Frishovu nejslavnější hru. Kromě toho patří mezi nejvýznamnější dramata německy mluvících zemí od konce druhé světové války.
Drama se odehrává ve fiktivní zemi Andorra (se skutečnou zemí Andorra nemá nic společného), kterou ohrožuje a následně i okupuje sousední stát takzvaných Černých. Černí pronásledují Židy a tvoří tak v díle analogii k nacistickému Německu. Hlavní postavou hry je mladík Andri, kterého otec vydává za adoptované židovské dítě, aby utajil jeho nemanželský původ. Andri se kvůli tomu stává obětí antisemitské perzekuce a sám se ztotožňuje s identitou vyvrhela, na čemž nic nezmění ani otcovo přiznání, že Andriho židovský původ byla holá lež. Drama tak tematizuje problematiku vnucené identity a útlaku. Autor ve hře klade důraz zejména na univerzálnost a nadčasovost příběhu, který proto umístil do lehce abstraktního časoprostoru.

## Děj
Andorrští obyvatelé se neustále bojí svého sousedního národa, tak zvaných Černých, kteří jsou známi tím, že pronásledují a vraždí Židy. Silně vlastenecká avšak mírumilovná Anodrra však začíná mít strach, že by Černí mohli vtrhnout na Andorrské území, a tak Andořané začínají mít antisemitské předsudky vůči Židům ve vlastních řadách. Díky těmto předsudkům začne trpět i hlavní postava dramatu, Andri, který je považován za židovské pěstounské dítě. Teprve později vychází najevo, že Andri není židem nýbrž skutečným synem svého pěstouna, který však vzešel z mimomanželského styku s cizinkou, tedy „Černou“. Jeho otec však tajemství skrývá do té doby, než si uvědomí, že i jeho vlastní syn by mohl být zavražděn.
Hra začíná v předvečer svatého Jiří. Barblin, dcera učitele, obarvuje na bílo dům svého otce tak, jako to dělají všechna děvčata v tento den. Barblin je sledována místními vojáky, kteří jí se jí snaží dvořit a při tom nešetří oplzlými narážkami. Kněz upozorňuje Andořany, že jsou stále poklidná a zbožná země. Avšak různé malé příznaky už upozorňují, že v okolí není něco v pořádku.
Andri pracuje v kuchyni v hospodě. Miluje Barblin, aniž by věděl, že je to jeho nevlastní sestra. Chtěl by si jí vzít, ale nikdo o tom zatím neví. Chtěl by požádat jejího a i svého otce o Barbliinu ruku. Má ale strach z jeho reakce. Andri má totiž neustálý pocit, že by vypadal jako nevděčník, který svedl dceru svého zachránce. Nadále si uvědomuje, že jako Žid si nemůže vzít Andorrskou dívku. Snaží se ze všech sil přesvědčit sebe i ostatní, že i když je Žid, tak je jiný. Andri si tak chce našetřit spoustu peněz, aby mohl s Barblin odejít a zabezpečit ji. Odejde z hospody a chce se učit tesařskému řemeslu. Mistr si však říká o nesmyslně vysokou částku peněz, kterou se Andriho otec snaží zaplatit, aby jeho syn měl co nejlepší možné vzdělání. Mistr ho do učení nakonec přijme. Přehlíží jeho zjevný talent a pracovitost, jen proto, aby si ostatní Andořané nemysleli, že se zastává židovo práce. Andri se bohužel nevyučí tesařem, jelikož ani jeho kamarádi v učení při něm nestojí a vydávají jeho dokonalou práci za svou. Andri si tak poprvé uvědomuje, že není možné změnit mínění ostatních a ani on sám se nedokáže změnit, aby byl dokonalým občanem andorrským. Tím přijímá svůj osud a veřejně prokazuje nošením jarmulky, že je Židem. Anodrrští ho mají jako kluka, kterého znají od jeho dětství, rádi. Ovšem nemohou se zbavit pocitu, že se jedná o Žida, a tím pádem nemůže být důstojným občanem.
Andri začíná nenávidět sám sebe. Zlom nastává ve chvíli, kdy přijde domů a Barblin je zamčená ve svém pokoji. Andri usíná na prahu dveří a vypráví jí o svých plánech, jak spolu utečou a budou šťastni. Avšak nevšimne si, že do jejího pokoje se vloupal Peider, Andriho protivník, voják, který se o Barblin vždy zajímal. Tehdy, kdy Andri vyrpáví o svých plánech je Barblin ve svém pokoji znásilněna Peidrem. Barblin o Andrim ví, avšak nemůže křičet o pomoc, jelikož ji Peider umlčuje. Na scénu poté přichází otec Andriho a Barblin, učitel, kterého tíží letité tajemství. Snaží se s Andrim promluvit, jenže Andri vidí, jak je jeho otec opilý, a neposlouchá ho.
Další zlom nastává ve chvíli, kdy se na scéně objeví Andriho skutečná matka. Andořané si všimnou, že se na jejich území objevila cizinka a jejich úhlavní nepřítelkyně. Sledují jí, a spekulují, jestli není udavačka. Cizinka se setkává s Andriho otcem a vyčítá mu jeho lži. Andri se s ní setká, aniž by věděl, že se jedná o jeho matku. Ta mu věnuje svůj prsten na památku. Vyprovodí jí z města a pak se vrací zpět. Cizinka je však zavražděna úderem kamene do hlavy. Andorrští tak spekulují, kdo je viníkem. Každý se však ospravedlňuje a vymýšlí si své alibi. Vina padá na Andriho, i když jsou si všichni vědomi, že on to být vlastně nemohl. Avšak jako důkaz jim stačí přítomnost prstenu, který Andri dostal. Je tak obviněn z vraždy. Andri je už dokonale smířen s tím, že jeho původ je jiný než ostatních, přijímá tak svůj osud a staví se do pozice mučedníka.
V Andoře se mezitím odehrává veřejné pronásledování židovského obyvatelstva. Barblin se marně snaží najít a zachránit Andriho, který se skrývá před Andorrskými. Ti ho nakonec najdou a popraví. Barblin přijde o rozum, protože přišla o svého milovaného a o svého nevlastního bratra. Andriho otec se oběsí. Barblin na konci hry opět bílí, ovšem už ne dům svého otce, ale zem.

## Postavy
- Andri – hlavní postava, žije v předsudku, že je žid. Miluje Barblin, a chce dokázat, že je jiný
- Barblin – nevlastní sestra Andriho, jeho dívka. Líbí se vojáku Peidrovi. Miluje Andriho.
- Učitel – otec Barblin a Andriho. Celý život trpí kvůli tajemství, které v sobě nosí.
- Matka – Matka Barblin a žena učitele. Snaží se držet rodinu pohromadě.
- Seňora – Matka Andriho. Černá. (Frisch jí sám nazývá jako slabou postavu)
- Voják Peider – nadržený voják, pokukuje po Barblin.
- Farář Benedikt – nechává se strhnout davem, jako jediný z Andorrských přiznává svou vinu z popravy Andriho, i když proti němu nebyl nijak zaujatý
- Doktor – antisemita, vlastenec, marně se pokoušel udělat kariéru v zahraničí, a důvody k jeho návratu do Andorry jsou čisté z lásky k vlasti, pokrytec
- Kdosi – jeví se jako ironická postava, nezasahuje do akce a sleduje děj z povzdálí
- Hospodský – chamtivec, jeden z údajných vrahů Seňory
- Truhlář – chamtivec a antisemita, jedná na úkor vlastního dobra
- Tovaryš – učeň truhláře, jedná pouze ve prospěch svého kariérního vzestupu, podlézá svému mistrovi
- Idiot – nemluvící postava, má funkci blázna
- Ohledávač židů

## Inscenace
Andorra měla premiéru 2. listopadu 1961 v Schauspielhaus v Curychu v režii Kurta Hirschfelda. Inscenace vyvolala bouřlivé diskuze, jelikož antisemistické téma bylo po konci války velmi ožehavé. Kritici hru nařkli, že podceňuje historickou závažnost antisemitismu a celý problén příliš zjednodušuje.
Drama bylo inscenováno i na Broadwayi, kde se ovšem nesetkalo s úspěchem. O to víc bylo však blízké německy mluvícím zemím. Jeho oblibu u německých dramatiků dokládá fakt, že do roku 1996 bylo na německých scénách inscenována 260krát. Od osmdesátých let se na německých školách navíc doporučuje jako povinná četba.
V tehdejším Československu byla hra poprvé uvedena v roce 1964 na scéně Národního divadla. Po dlouhé době byla znovu inscenována v režii Martina Čičváka v Divadle na Vinohradech. Premiéra se uskutečnila 13. září 2013. Roli Andriho ztvárnil Ondřej Brousek, Barblin Ivana Uhlířová, Učitele Václav Vydra a Matku Eva Režnarová.